# Lamania bernhardi
Espèce
Synonymes
- Paculla bernhardi Deeleman-Reinhold, 1980

Lamania bernhardi est une espèce d'araignées aranéomorphes de la famille des Pacullidae.

## Distribution
Cette espèce est endémique du Kalimantan en Indonésie,.

## Description
Le mâle holotype mesure 5,17 mm et la femelle paratype 6,00 mm.

## Étymologie
Cette espèce est nommée en l'honneur de Bernhard de Lippe-Biesterfeld.

## Publication originale
- Deeleman-Reinhold, 1980 : Contribution to the knowledge of the southeast Asian spiders of the families Pacullidae and Tetrablemmidae. Zoologische Mededelingen, vol. 56, p. 65-82 (texte intégral).